# Scalisetosus ceramensis
Scalisetosus ceramensis är en ringmaskart som beskrevs av Terry T. McIntosh 1885. Scalisetosus ceramensis ingår i släktet Scalisetosus och familjen Polynoidae. Inga underarter finns listade i Catalogue of Life.